# Ultimul inorog (film)
Ultimul inorog (titlu original: The Last Unicorn) este un film american fantastic, de animație din 1982 regizat de Jules Bass și Arthur Rankin, Jr. În rolurile principale joacă actorii Alan Arkin, Jeff Bridges și Mia Farrow. Scenariul este bazat pe un roman de Peter Beagle. Filmul prezintă povestea unui licorne care, după ce a aflat că ea este ultimul unicorn din lume, pleacă în lume  pentru a afla ce s-a întâmplat cu ceilalți din neamul său

## Distribuție
Actori de voce
- Mia Farrow ca Unicorn / Lady Amalthea
- Alan Arkin ca Schmendrick
- Jeff Bridges ca Prince Lír
- Tammy Grimes ca Molly Grue
- Robert Klein ca The Butterfly
- Angela Lansbury ca Mommy Fortuna
- Christopher Lee ca King Haggard,
- Keenan Wynn ca The Harpy Celaeno
- Paul Frees ca Mabruk
- René Auberjonois ca gardianul Skull
- Brother Theodore ca Ruhk
- Don Messick - the Cat
- Nellie Bellflower - the Tree
- Edward Peck - Jack Jingly, Cully's Men
- Jack Lester - Hunter #1, Old Farmer, Cully's Men
- Kenneth Jennings - Hunter #2, Cully's Men